# Erythrospermum latifolium
Erythrospermum latifolium är en tvåhjärtbladig växtart som beskrevs av Burck.. Erythrospermum latifolium ingår i släktet Erythrospermum och familjen Achariaceae. Inga underarter finns listade i Catalogue of Life.